# Babice (Řehenice)
Babice (Duits: Babitz of Babitz bei Rehenitz) is een Tsjechische plaats in de gemeente Řehenice, regio Midden-Bohemen, en maakt deel uit van het district Benešov. Het dorp ligt op 2 kilometer afstand van Řehenice.
Babice telt 244 inwoners (2021).

## Geschiedenis
De eerste schriftelijke vermelding van het dorp dateert van 1380.
Sinds 1 januari 2007 is Babice ondergebracht bij het district Benešov. Voor die tijd was het dorp ingedeeld bij het district Praha-východ.

## Verkeer en vervoer

### Autowegen
Er leidt een regionale weg naar het dorp.

### Spoorlijnen
Er is geen station in Babice. Het dichtstbijzijnde station is in Pyšely, op zo'n 7,5 kilometer afstand. Dat station ligt aan de spoorlijn van Praag naar Benešov.

### Buslijnen
Er is één bushalte in het dorp:
| Halte            | Lijn(en) | Traject(en)                                                       | Vervoerder(s)           |
| ---------------- | -------- | ----------------------------------------------------------------- | ----------------------- |
| Řehenice, Babice | 337 339  | Praag-Budějovická - Benešov Praag-Budějovická - Týnec nad Sázavou | Arriva City Arriva City |

## Bezienswaardigheden
- Monumentale klokkentoren

## Galerij

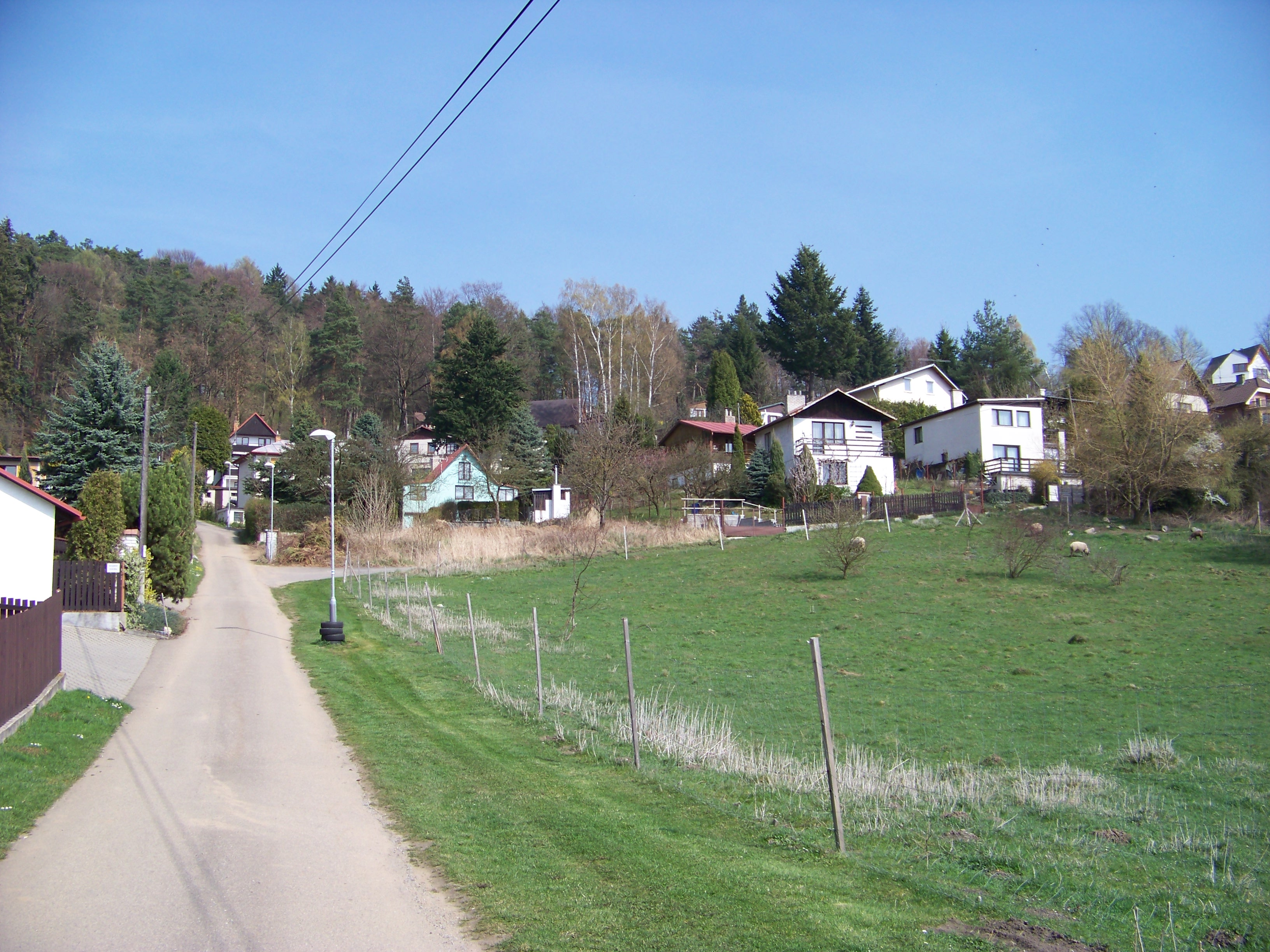
Huizen in het dorp (2014)
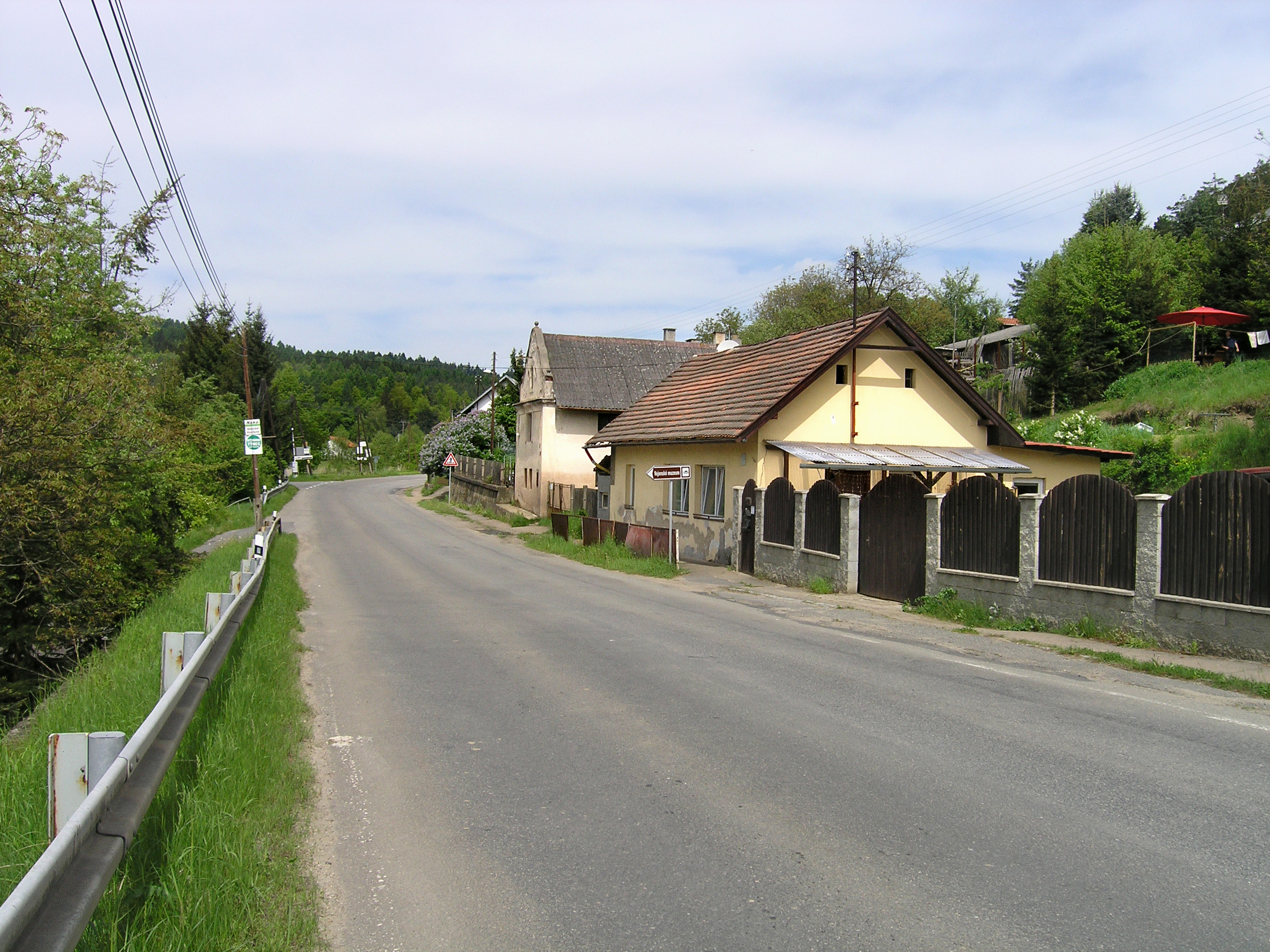
Hoofdstraat (2013)
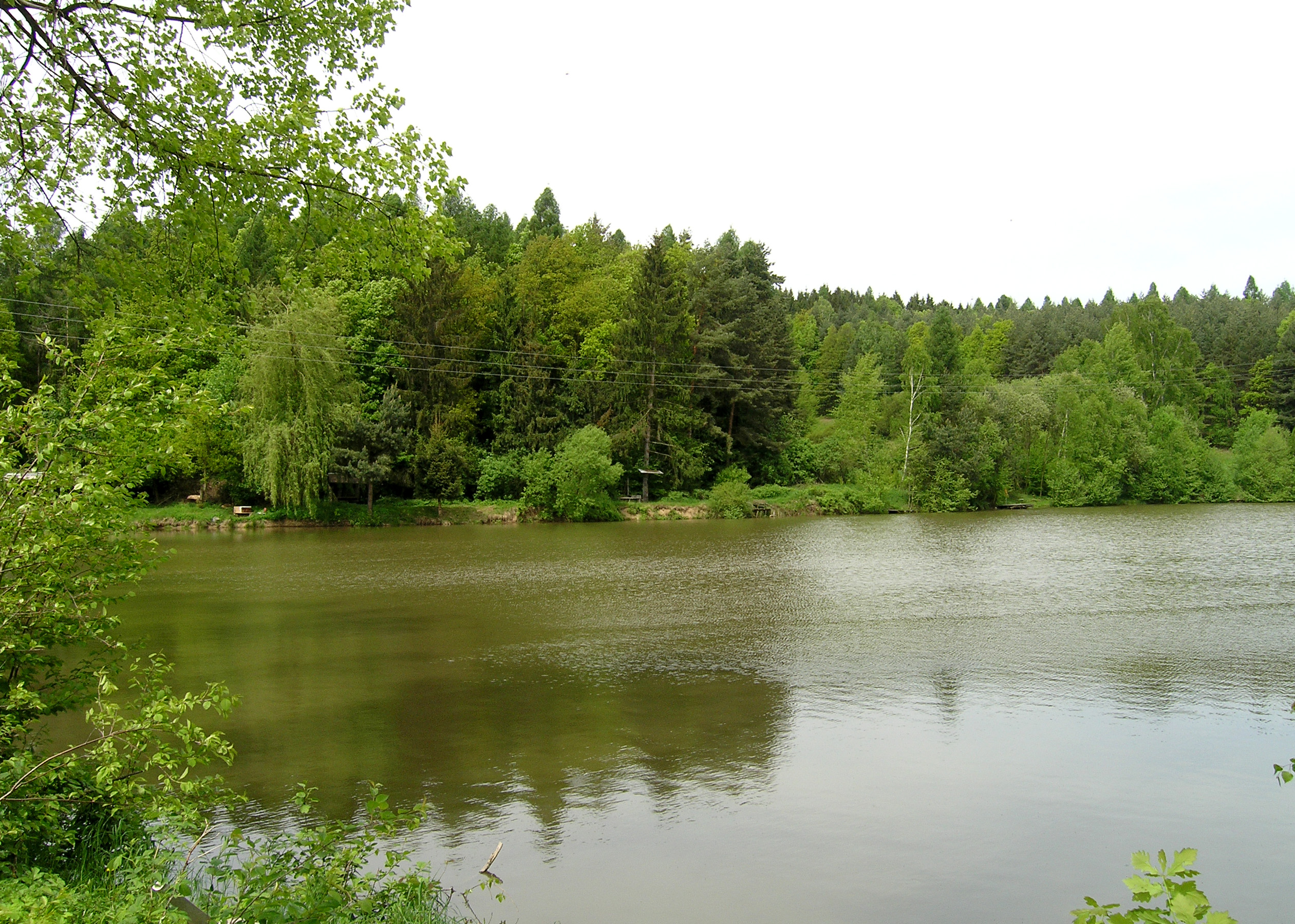
Meertje bij het dorp (2013)
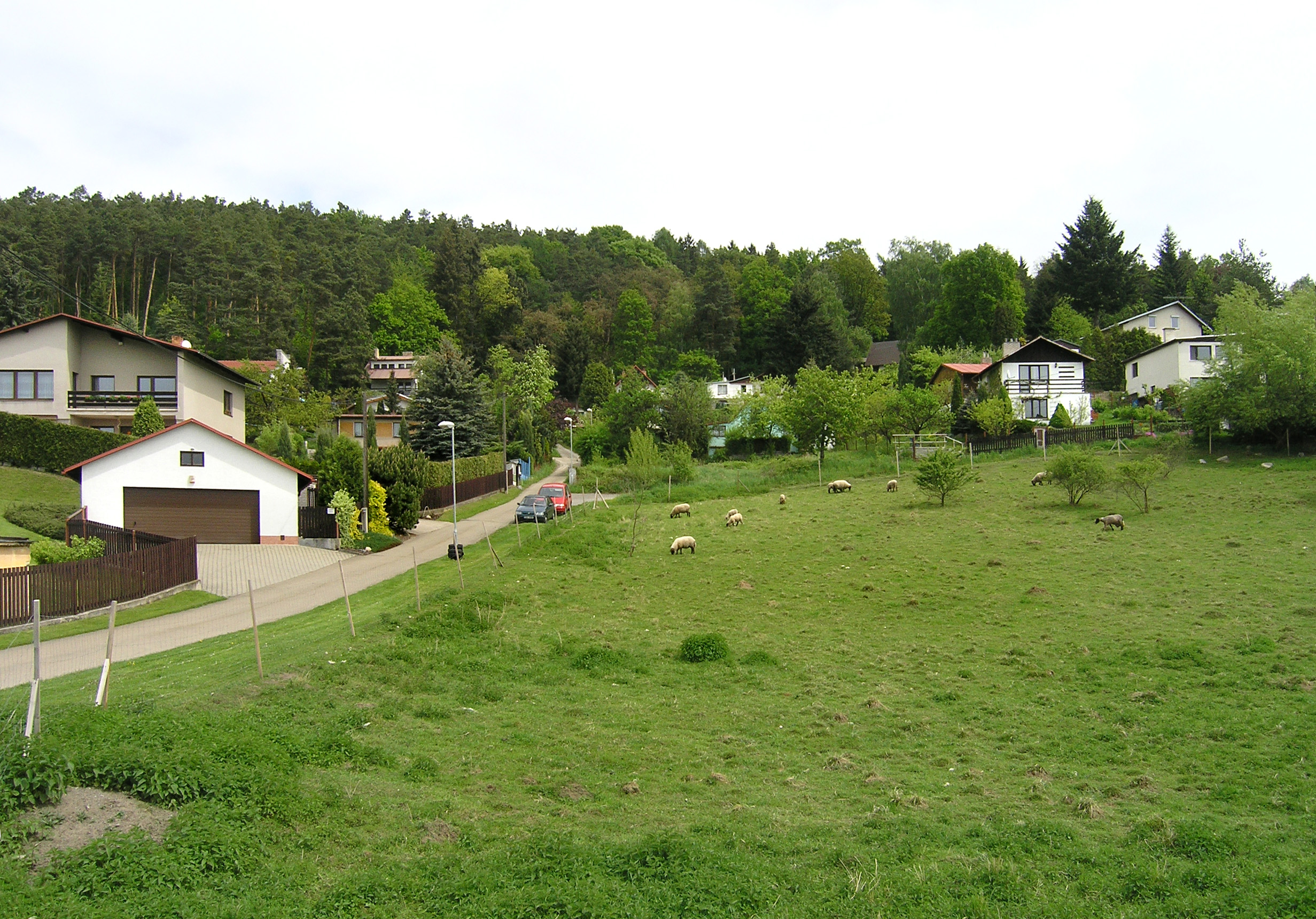
Oostkant van het dorp (2013)
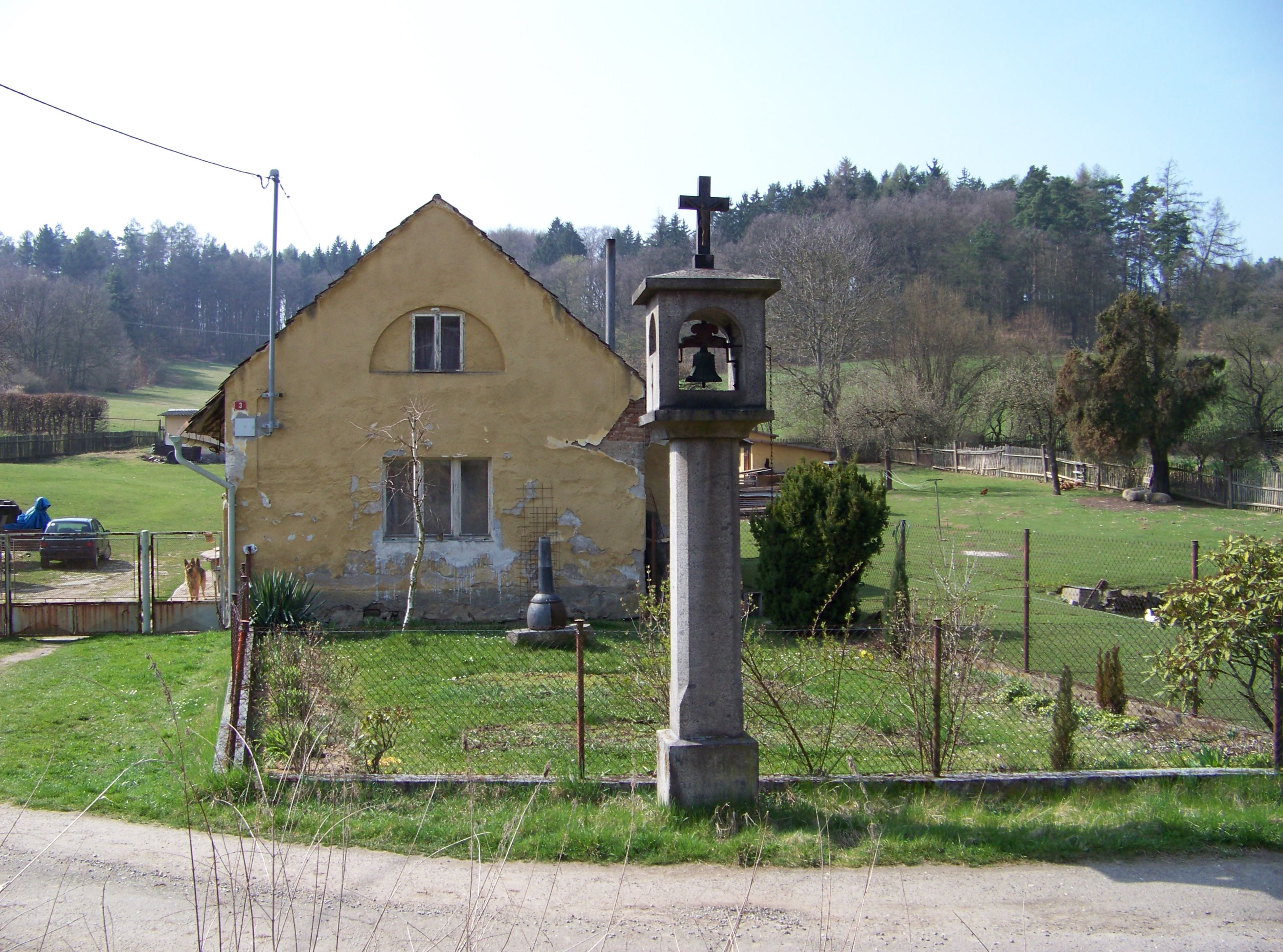
Monumentale klokkentoren (2014)
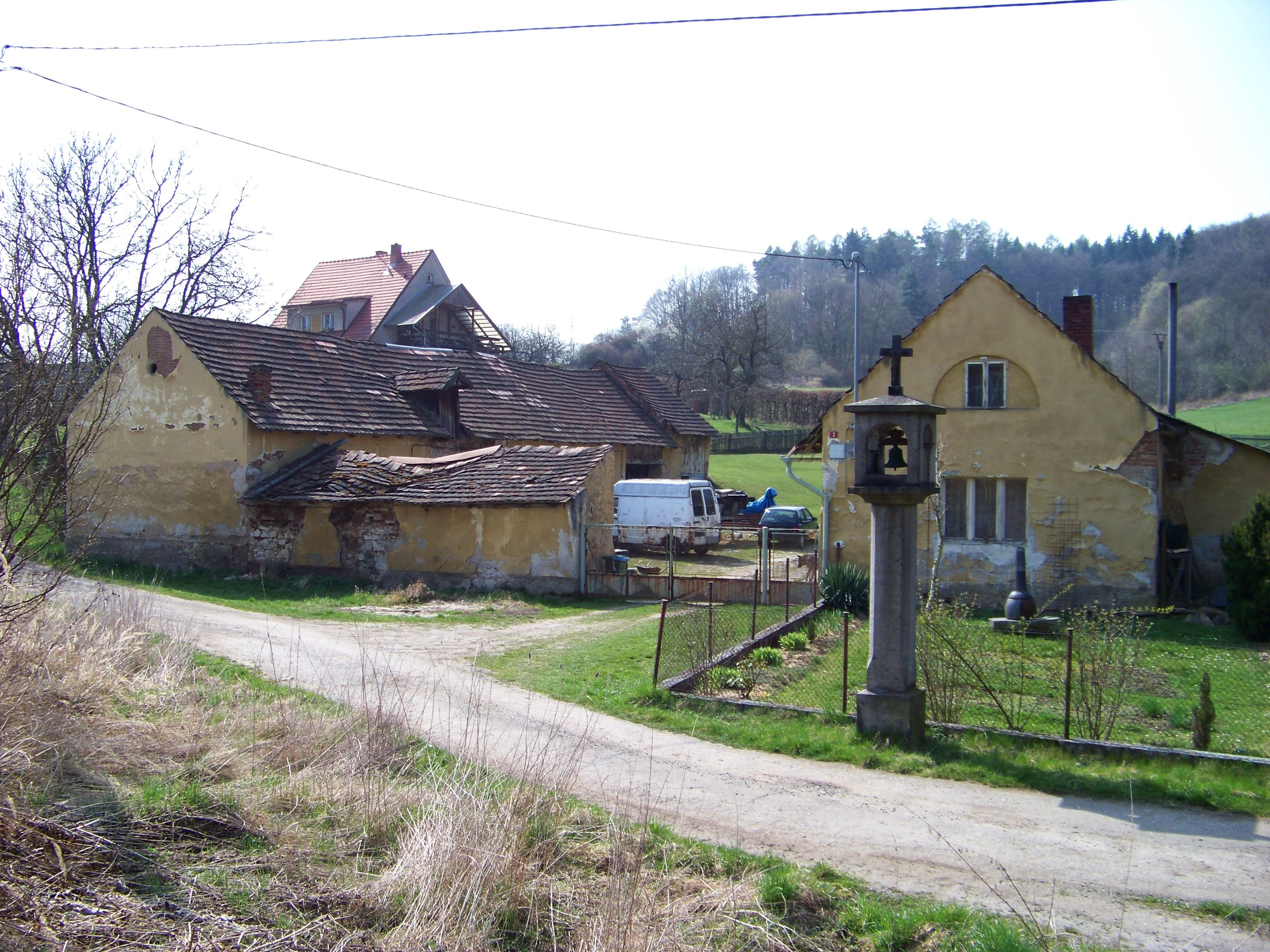
Boerderij en klokkentoren (2014)